# Limenas
Limenas Thasos (en griego: Λιμένας Θάσου, romanizado: Liménas Thásou) o Thasos (en griego: Θάσος, romanizado: Thásos) es una localidad de la isla del mismo nombre construida en la desembocadura de una bahía, entre los cabos de Evraiokastro y Pachy. Se caracteriza por ser el centro comercial y administrativo de la isla. Es la sede del municipio de Tasos. La población de la comunidad municipal de Tasos, que también incluye los asentamientos de Glyfada, Makryammos y Nisteri, era de 3.350 habitantes en el censo de 2021, frente a 3.240 en 2011.
Los servicios de autobús (KTEL) de la isla parten de Limenas, mientras que hay sucursales de OTE y ELPA. Es un lugar con riqueza arqueológica, mientras que en Limenas también funciona el Museo Arqueológico de Tasos.
El puerto se sitúa en la parte noroccidental de la isla, a 17 km aproximadamente de la ciudad de Kavala.
La moderna zona urbana se encuentra al oeste de la antigua ciudad que fue un centro de eventos históricos importantes en la Antigüedad.

## Deporte
La localidad cuenta con instalaciones deportivas, como el Gimnasio Municipal Cubierto de Tasos y el Estadio Municipal de Tasos, en los que, además de eventos deportivos, también se realizan otras actividades.